# Амин, Самир
Самир Амин (араб. سمير أمين‎, фр. Samir Amin); род. 3 сентября 1931, Каир, Египет — 12 августа 2018, Париж, Франция) — проживавший в Дакаре (Сенегал) франкоязычный египетский политолог и экономист, исследователь глобализации, один из теоретиков неомарксизма и основоположников мир-системного подхода, исследователь зависимого развития.

## Биография
Самир Амин родился в Каире в семье медиков — египтянина и француженки. Своё детство и молодость провёл в Порт-Саиде. В Каире Амин посещал французскую высшую школу, по окончании которой получил аттестат зрелости (фр. baccalaureat) в 1947 году. С 1947 по 1957 год он учился в Париже, где получил дипломы в областях политических наук (1952), статистики (1956) и экономики (1957).
Пребывая в Париже, Самир Амин вступил во Французскую коммунистическую партию, но впоследствии дистанцировался от советского марксизма и связался с маоистскими кругами, а на протяжении некоторого времени даже оказывал влияние на будущих лидеров «красных кхмеров». С группой товарищей-студентов Амин издавал журнал «Антиколониальное студенчество» (Étudiants Anticolonialistes). В 1957 г. он представил свою диссертацию, одним из научных руководителей которой был Франсуа Перру. Первоначально она носила название «Истоки недоразвитости — капиталистическое накопление в мировом масштабе», но впоследствии была переименована следующим образом: «Структурные эффекты международной интеграции докапиталистических экономик. Теоретическое исследование механизма, порождающего так называемые недоразвитые экономики».
После защиты диссертации Амин вернулся в Каир, где с 1957 по 1960 год сотрудничал с министерством экономики Египта и был управляющим в Études de l’Organisme de Développement Économique. Затем он покинул Египет и выехал в Бамако, где ему была предложена должность советника при министерстве планирования Мали, которую Амин занимал в 1960—1963 годах. В 1963—1980 годах он работал в Африканском институте ООН по экономическому развитию и планированию (Institut Africain de Développement Économique et de Planification; IDEP), расквартированном в столице Сенегала Дакаре. До 1970 года он совмещал эту работу с преподавательской деятельностью в университетах Пуатье, Дакара и Парижа. В 1970 году Амин возглавил IDEP и оставался его директором до 1980 года, когда он покинул своё учреждение и был приглашён на должность директора Форума Третьего мира в Дакаре.
Директор Форума третьего мира (Дакар). Входил в редколлегию журнала «Review of International Political Economy».

## Социально-политические взгляды
Самир Амин — автор более чем 30 книг, включая «Империализм и неравное развитие», «Вирус либерализма. Перманентная война и американизация мира», «Евроцентризм» «Призрак капитализма: Критика текущих интеллектуальных веяний» и «Устаревающий капитализм: Современная политика и глобальный беспорядок». В них Амин выступает с последовательной критикой глобального капитализма, неограниченно эксплуатирующего страны периферии, протестует против дегуманизирующего влияния рынка, атомизирующего общество и разъединяющего солидарность людей, и называет капитализм «не концом, но отступлением» истории.
Анализируя «Триаду» центра капиталистической мир-системы (США—Евросоюз—Япония), Амин приходит к выводу об отсутствии серьёзных экономических противоречий внутри «Триады», которое восполняется различиями в политической культуре. Господство этого центра Амин объясняет монопольным контролем над передовыми технологиями, оружием массового поражения, современными средствами информации и т.д. Главным тормозом развивающихся стран является слабая конкурентоспособность, в особенности в борьбе за инвестиции. Добиться выхода можно лишь за счёт большей или меньшей автономии от мировых центров. Сам Амин называет это термином «déconnexion» («de-linking»), что можно перевести как отключение, разрыв. В качестве примера можно взять СССР, отгородившийся от капиталистической мирсистемы железным занавесом. Другим примером является Южная Корея, где не было такого всеподавляющего влияния государственной собственности, но крупные корпорации, т.н. «чеболы», сыграли ту же роль, что и государство в СССР. Критики Амина, как либералы, так и марксисты обычно отмечают, что страны, попытавшиеся осуществить déconnexion сталкиваются с противоречием: им надо либо согласиться с отключением от мировой системы, что ведёт к изоляции и застою, либо открывать экономику, что усилит внешнюю эксплуатацию страны.
Амин также интересуется идеологическими понятиями. По его мнению разделение понятий «свобода» и «равенство», характерное для американской традиции (в отличие от европейской, основанной на наследии Великой французской революции), определяет ключевую опасность американизации, поэтому американской гегемонии он противопоставляет альянс Европы, Китая и России.
Выступал с предложением о создании Пятого Интернационала.

## Основные произведения
- «Империализм и неравное развитие» (L’impérialisme et le développement inégal, 1976);
- «Арабская экономика сегодня» (L’économie arabe contemporaine, 1980);
- «Призраки капитализма: критика современной интеллектуальной моды» (Spectres of Capitalism: A Critique of Current Intellectual Fashions, 1998);
- «Устаревающий капитализм» (Obsolescent Capitalism, 2003).
- «Вирус либерализма. Перманентная война и американизация мира» (The Liberal Virus: Permanent War and the Americanization of the World). Европа, 2007 г., 168 стр. ISBN 978-5-9739-0108-0